# Gioventù bruciata (singolo Mahmood)
Gioventù bruciata è un singolo del cantautore italiano Mahmood, pubblicato il 7 dicembre 2018 come terzo estratto dal primo EP Gioventù bruciata.

## Descrizione
L'artista ha presentato il brano a Sanremo Giovani 2018 dove è risultato uno dei due vincitori, accedendo di diritto al Festival di Sanremo 2019 che ha successivamente vinto con il brano Soldi.

## Video musicale
Il videoclip, diretto da Attilio Cusani, è stato pubblicato il 13 dicembre 2018 sul canale Vevo-YouTube del cantante.

## Classifiche
| Classifica (2019) | Posizione massima |
| ----------------- | ----------------- |
| Italia            | 40                |